# Comportamiento sexual situacional
El comportamiento sexual situacional se refiere a un comportamiento sexual que difiere de aquel que la persona exhibe normalmente, debido a un entorno social que de alguna manera permite, fomenta o compele al comportamiento en cuestión. Esto puede incluir situaciones en las que el comportamiento sexual preferido por una persona puede no ser factible de realizar, de manera que en lugar de abstenerse completamente de tener actividad sexual, la persona puede participar en comportamientos sexuales sustitutos.

## Resumen
Un ejemplo de comportamiento sexual específico para una situación sería el de alguien que se identifica a sí mismo como heterosexual, pero que interactúa sexualmente con alguien de su mismo sexo cuando carece de otras oportunidades, como pasa, por ejemplo, entre soldados, entre reclusos, entre estudiantes universitarias o en comunidades e instituciones similares para miembros de un solo sexo. : 48 De igual manera, es posible que una persona que se identifica a sí misma como gay o lesbiana (ya sea en ese momento o posteriormente) interactúe sexualmente con un miembro del sexo opuesto cuando una relación entre personas del mismo sexo no parece factible.
Algunas personas cambian su comportamiento sexual dependiendo de la situación o en diferentes momentos de sus vidas. Por ejemplo, algunos hombres y mujeres en una universidad pueden tener parte en actividades bisexuales, pero solo en tal entorno. La experimentación de este tipo es más común entre adolescentes y adultos jóvenes de ambos sexos. Algunos coloquialismos para referirse esta tendencia incluyen los de «heteroflexible», «BUG» (bisexual hasta la graduación, por sus siglas en inglés), o «LUG» (lesbiana hasta la graduación, por sus siglas en inglés).
En las cárceles y prisiones, hombres identificados como heterosexuales que tienen sexo con otros hombres ven sus actos homosexuales como «específicos a la situación» y es posible que no se consideren bisexuales. Tales hombres a menudo describen cómo se imaginan estar con una mujer mientras tienen actividad sexual con otro recluso. Durante la masturbación, imaginan experiencias sexuales pasadas con mujeres. Tienen actividades homosexuales a raíz de no tener «salidas heterosexuales».
En algunas culturas, las relaciones sexuales con mujeres eran inalcanzables para muchos hombres, en tanto las mujeres eran aisladas y se les prohibía estrictamente tener relaciones sexuales extramaritales. Esto puede haber resultado en un mayor número de hombres, especialmente solteros, teniendo conductas homosexuales. Ejemplos de este fenómeno incluyen la pederastia en la antigua Grecia o el bacha bazi en Afganistán.

## Prevalencia
Estudios occidentales recientes han encontrado que cerca del 87% de mujeres y del 93% de hombres se identifican como «completamente heterosexuales». : 55 Un análisis de 67 estudios encontró que la prevalencia de sexo homosexual entre hombres a lo largo de la vida (independientemente de su orientación sexual) era del 3 al 5 % en Asia oriental, entre 6 y 12 % en el sur y sureste de Asia, entre el 6 y el 15 % en Europa oriental y entre 6 y 20% en América Latina. La Organización Mundial de la Salud estima una prevalencia mundial de hombres que tienen sexo con hombres entre el 3 y el 16%.